# 雷姆音樂節大屠殺
2023年10月7日，在哈馬斯襲擊以色列之初，从加沙地带潜入以色列的哈马斯武裝分子對在雷姆基布兹附近参加音乐节的平民發動大屠殺。有364人遭到哈馬斯成員屠殺，多人身受重傷。在2023年10月7日的袭击中，哈马斯和其他巴勒斯坦武装组织共绑架了251名以色列人质。截至2025年1月，已有116名人质获释或被确认死亡。这意味着仍有约135名以色列人质处于哈马斯控制之下。人质的详细下落和状况尚未公开。
这是以色列历史上最大规模的恐怖袭击，是哈马斯「阿克薩洪水行動」的一部分，附近的貝埃里、卡法阿扎等社区也遭到恐怖袭击，引发了2023年以色列—哈马斯战争。

## 背景
2023年10月6日，名为“超新星苏库特节”（Supernova Sukkot Gathering）的周末户外Trance音乐节在距离加沙—以色列隔离墙约三英里的雷伊姆集体农庄附近的内盖夫西部沙漠举行。 计划与犹太节日西赫托拉节同时举行。据参加者描述，观众大多是来自全国各地的20至40岁的以色列人。音乐节现场有保安人员。《紐約時報》在恐怖袭击发生一天后的报道称，音乐节的入场人数为3,500人。

## 襲擊
音乐节是哈马斯武裝分子于2023年10月7日凌晨对以色列发动突然恐怖袭击的首批目标之一。一位与会者告诉英国广播公司，在切断电源后，一群约50名哈马斯成員乘坐箱型车来到现场，向四面八方扫射。當天有270人遭槍殺，或在車内燒死，當中有民眾在試圖逃跑時遭射殺，掉進路邊的溝裏。救援人員發現許多死者是近距離頭部或下巴中彈，顯示哈馬斯成員並非只是打算隨便射殺幾個人，而是要屠殺所有人。

### 人质
哈马斯綁架了人数不详的参与者；不少视频在社交媒体上流傳。被绑架的音乐会观众可能被带到加沙，以色列驻华大使馆在社交平台微博表示，其中一人为在以色列出生的25岁以中混血女子诺亚·阿伽玛尼（Noa Argamani），视频还显示诺亚·阿伽玛尼的男朋友也被哈马斯绑架。但后来诺亚的母亲证实诺亚出生在以色列而非北京。诺亚的母亲還呼吁中国政府協助救人。另外德以双重国籍的莎妮·尼科尔·盧克（Shani Nicole Louk）被打得遍体鳞伤後被放在一辆皮卡车后座上游街示众；影片显示，哈馬斯武裝分子们高呼“真主至大”，其中一人将腿搭在她的腰上，另一人抓住她的头发，人群中一名男子向她吐口水。莎妮·盧克的母亲其後表示女兒目前还活着，被关押在加沙地区，头部受重伤，已經被哈馬斯武裝分子送到加沙医院里，但加沙因为以色列封锁药品短缺，因此请求德国政府協助救人。後發現莎妮·盧克早於10月7日當天就遭到哈馬斯武裝分子殺害。

## 《国土报》的说法
根据《国土报》记者Josh Breiner表示，警方调查称，在蕾姆音乐节上，一架向哈马斯武装分子开火的以色列国防军直升机 "显然也击中了一些音乐节的参与者"。以色列警方否认了《国土报》的说辞 并说他们没有发现任何证据表明，以军在该地点的空中活动对平民造成了伤害。

## 回应
哈马斯起初否认发生过屠杀平民的事件。后来，哈马斯声称，哈马斯下属部队从未以平民为目标，但屠杀可能是在哈马斯击败该地区的以色列部队后，由加沙平民组成的独立团体实施的。
针对这次屠杀以及阿克萨洪水行动中的其他屠杀和袭击，以色列正式向哈马斯宣战，并开始了铁剑行动。
11月19日，巴勒斯坦民族权力机构（巴权力机构）在一份发给世界各地外交部和联合国的声明中否认哈马斯进行了大屠杀。巴权力机构声称，以色列直升机在 "汉尼拔指令"启动后轰炸了平民，但以色列声称该指令已于2016年被取消。巴权力机构随后撤回了这一说法，并告诉美国国家安全委员会这不是其官方立场。
2023年11月28日，包括Skazi在内的五名以色列DJ在音乐节现场举行的纪念活动中表演了节目。